# Teoría absoluta
En filosofía, el término teoría absoluta generalmente hace referencia a una teoría basada en conceptos (como el concepto de espacio) que existen independientemente de otros conceptos y objetos. El punto de vista absoluto fue defendido en física por Isaac Newton. Es una de las visiones tradicionales del espacio junto con relacionalismo y con la teoría kantiana.

## Teoría
La teoría absoluta del espacio postula que es una estructura homogénea que existe y es independiente de otras cosas. Los argumentos newtonianos de esta teoría, particularmente aquellos relacionados con el estado ontológico del espacio y del tiempo, se habían relacionado con la existencia de Dios a través de los conceptos de tiempo y espacio absolutos. Se propuso que el universo tenía una extensión finita y se decía que había comenzado con el tiempo. Además, el espacio debe existir antes que los cuerpos o la materia que lo ocupan, y se sostuvo que el universo –como objeto finito– se situaba dentro de él.
La teoría también fue promovida por los seguidores de Newton, incluidos Samuel Clarke y Roger Cotes, durante los siglos XVII y XVIII.

## Teorías relacionadas
Una teoría absoluta es el concepto opuesto a un relacionalismo. Gottfried Leibniz, el principal defensor de la teoría relacional, argumentó que no existen un espacio ni un tiempo absolutos. Sostuvo que el espacio no es independiente ni contenedor de la materia que lo ocupa, explicando que los objetos o fuerzas físicas están ordenados espacialmente y que el espacio es meramente un sistema de relaciones. Según la teoría relacional, sin objetos no hay espacio.
La teoría del espacio de Martin Heidegger también se opone a la teoría absoluta, con la crítica de que se basa en la dicotomía metafísica de sujeto y objeto separados. Sostuvo que esta naturaleza impide que la teoría absoluta explique la verdadera naturaleza del espacio.